# William deVry
William deVry (ur. 20 kwietnia 1968 r., Montreal, Quebec, Kanada) – kanadyjski aktor.

## Filmografia
- 2013–: Szpital miejski (General Hospital) jako Julian Jerome
- 2011: Agencja Niebezpieczeństwa (InSecurity) jako Peter McNeil
- 2006–2008, 2012: Moda na sukces (The Bold and the Beautiful) jako Storm Logan
- 2005: Godiva's jako Garth Rutlidge / Garth (gościnnie)
- 2002–2003: Strefa mroku (The Twilight Zone) jako Nick Janus (gościnnie)
- 2002: Wildfire 7: The Inferno jako Scott (niewymieniony w czołówce)
- 2001: Dream Storm jako Jordan Ingram
- 1999–2001: Rekiny i Płotki (Beggars and Choosers) jako Brent Kallus (gościnnie)
- 1998: Daleka droga do domu (The Long Way Home) jako Adam
- 1998–2001: Pierwsza fala (First Wave) jako Karl (gościnnie)
- 1998–2005: Wydział spraw zamkniętych (Cold Squad) (gościnnie)
- 1997: Gwiezdne wrota (Stargate SG-1) jako Aldwin
- 1997–2002: Ziemia: Ostatnie starcie (Earth: Final Conflict) jako Joshua Doors (gościnnie)
- 1996–1999: Gliniarz z dżungli (The Sentinel ) jako Master Sergeant (gościnnie)
- 1996–1999: Mroczne dziedzictwo (Poltergeist: The Legacy) jako Kevin Sumner (gościnnie)
- 1996–1999: Viper jako Geoffrey Vollis (gościnnie)
- 1996–2001: Nash Bridges jako Brian Hammond (gościnnie)
- 1995–2002: Po tamtej stronie (The Outer Limits) jako Barman/Ben/Craig Swenson (1996–1998, 2000) (gościnnie)
- 1993–1996: SeaQuest (SeaQuest DSV) jako Matthew (gościnnie)